# Malcolm Wiseman
Malcolm Edward Wiseman (Winnipeg, Manitoba, 12 de julio de 1913 - 13 de abril de 1993) fue un jugador de baloncesto canadiense. Fue medalla de plata con Canadá en los Juegos Olímpicos de Berlín de 1936.